# Chanly
Chanly (en wallon Tchanlî) est une section de la commune belge de Wellin située en Région wallonne dans la province de Luxembourg.

## Géographie
La Lesse, un affluent de la Meuse, traverse le village du sud-ouest au nord-est.

## Évolution démographique
- Source: DGS, 1831 à 1970=recensements population, 1976= habitants au 31 décembre
- 1900: Scission de Halma en 1899

## Histoire
Chanly était une commune à part entière avant la fusion des communes de 1977.
Commune du département de Sambre-et-Meuse sous le régime français, elle fut transférée à la province de Luxembourg après 1839.
Le 14 août 1899, les localités de Halma et Neupont sont séparées pour former la commune de Halma.

## Patrimoine et culture

### Patrimoine architectural
L’église a pour patron saint Remacle.